# 下埠镇
下埠镇，是中华人民共和国江西省萍乡市湘东区下辖的一个乡镇级行政单位。

## 行政区划
下埠镇下辖以下地区：
下埠村、栗塘村、潘塘村、胡家坊村、西源村、大陂村、光华村、潭塘村、虎山村、横溪村、杞木村、木马村和长春村。